# Rezerwat Biosfery Dolnej Amu-darii
Rezerwat Biosfery Dolnej Amu-darii (uzb. Quyi Amudaryo davlat biosfera rezervati) – rezerwat biosfery UNESCO znajdujący się na terenie Republiki Karakałpackiej w zachodniej części Uzbekistanu, obejmujący dolinę rzeki Amu-darii w dolnym jej biegu.

## Historia
Na początku lat 60. XX wieku w wyniku intensywnej działalności człowieka nastąpił znaczący spadek przepływu w dolnym biegu rzeki Amu-daria znajdującym się na terenie Uzbeckiej SRR i Karakałpackiej ASRR. Doprowadziło to do systematycznego zmniejszania się powierzchni zajmowanej przez naturalne i endemiczne dla tego obszaru lasy łęgowe zwane tugaj, które powstały na terenach zalewowych Amu-darii. W celu ochrony lasów tugajskich i ich unikatowej fauny i flory utworzono w 1971 roku na tym obszarze Państwowy Rezerwat Przyrody Badai-Tugai (Badaytoʻqay). W 2011 roku na jego bazie oraz w wyniku przyłączenia części terenów tumanów Beruniy i Amudaryo powstał Rezerwat Biosfery Dolnej Amu-darii, włączony w 2021 roku do sieci rezerwatów biosfery UNESCO.

## Charakterystyka
Rezerwat obejmuje obszar o powierzchni 68 717,8 ha położony na prawym (północnym) brzegu Amu-darii, na południowy wschód od stolicy Karakałpacji, miasta Nukus, u podnóża masywu Sulton Uvays. Teren rezerwatu charakteryzuje się największą różnorodnością biologiczną spośród pustynnych terenów Azji Środkowej, a jego naturalną roślinność stanowią lasy łęgowe (tugaj), unikatowe i zagrożone zanikaniem.
Współcześnie tugaj porasta objętą ochroną ścisłą rdzeniową część rezerwatu, w której obowiązuje zakaz prowadzenia jakiejkolwiek działalności gospodarczej, a dopuszcza się jedynie przeprowadzanie badań i obserwacji naturalnych procesów. Otaczające strefę ochrony ścisłej strefy buforowa i przejściowa umożliwiają zrównoważone wykorzystanie zasobów naturalnych przez zamieszkującą tę okolicę ludność. Są to głównie rolnicy, którzy na niewielką skalę zajmują się uprawą bawełny, pszenicy i ryżu, hodowlą zwierząt oraz rybołówstwem.

### Klimat
Klimat na obszarze rezerwatu jest wybitnie kontynentalny. Temperatury wahają się od -30℃ do +44℃. Zimą notowane są tu jedne z najniższych temperatur w Uzbekistanie. Roczna suma opadów nie przekracza 100 mm.

### Fauna

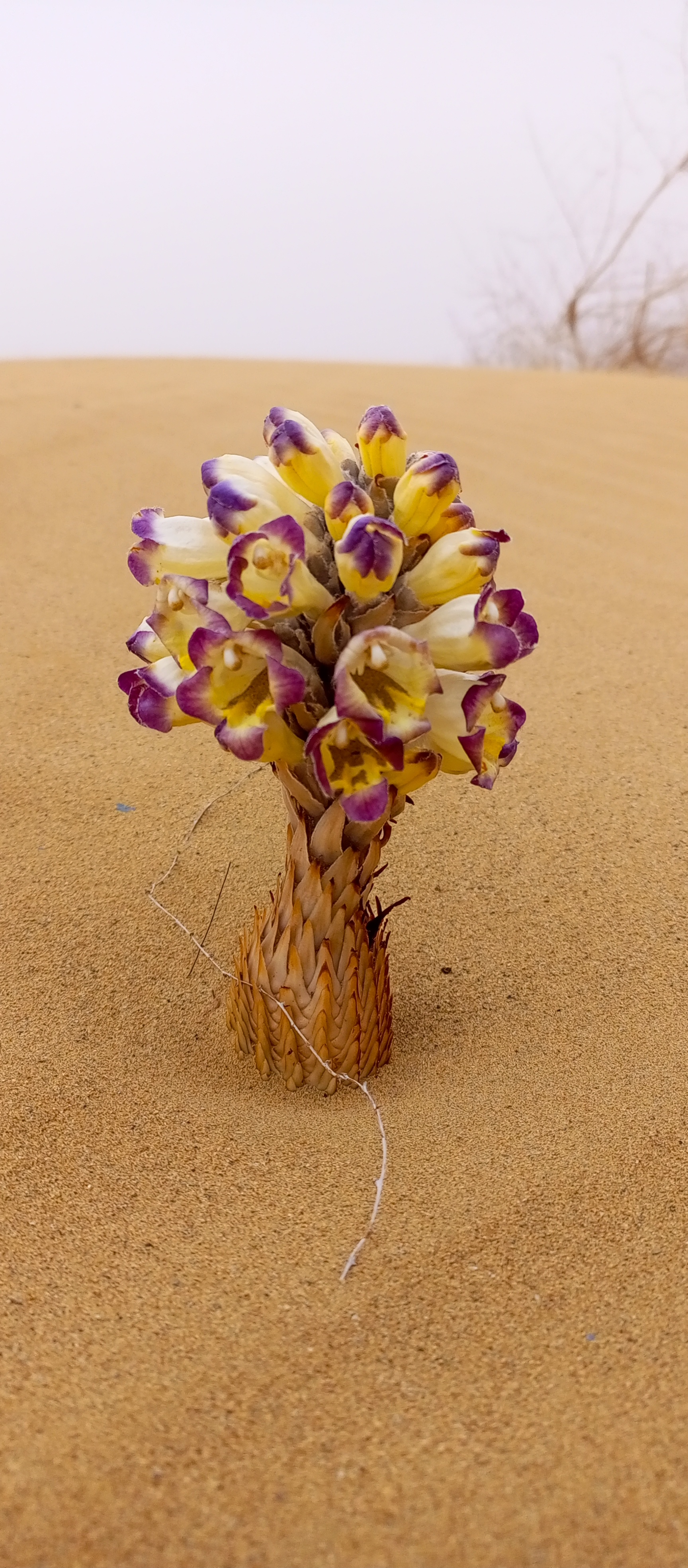
Cistanche salsa rosnąca na terenie rezerwatu (2023)

Na obszarze dawnego rezerwatu Badai-Tugai zaobserwowano występowanie 356 gatunków kręgowców, w tym 43 gatunków ryb, 2 gatunków płazów, 29 gatunków gadów, 246 gatunków ptaków oraz 36 gatunków ssaków. Znaczące prace wykonano na rzecz zachowania krytycznie zagrożonego podgatunku jelenia kaszmirskiego – jelenia bucharskiego (Cervus hanglu bactrianus) wpisanego na Czerwoną księgę gatunków zagrożonych IUCN i Czerwoną księgę Uzbekistanu. Liczebność jego populacji na tym obszarze wynosiła w 1978 roku jedynie 16 osobników, za to po latach, w 2010 roku – już ponad 600, a w 2014 roku – około 700. W wyniku prac reprodukcyjnych podjętych w tym rezerwacie, współcześnie liczba osobników tego podgatunku w Azji Środkowej liczy 1662 osobników.
Fauna utworzonego w 2011 roku i obejmującego większy obszar Rezerwatu Biosfery Dolnej Amu-darii nie jest jeszcze do końca zbadana we wszystkich trzech jego częściach (strefie ochrony ścisłej, strefie buforowej i strefie przejściowej); podczas wstępnej oceny stwierdzono występowanie 24 gatunków gadów (w tym 2 zagrożonych – Phrynocephalus moltschanowi i Phrynocephalus rossikowi), 181 gatunków ptaków (w tym 15 wymienionych w Czerwonej księdze Uzbekistanu), 29 gatunków ssaków i 37 gatunków ryb. Natomiast według stanu z 2022 roku na tym obszarze występować ma ponad 20 gatunków ryb, 13 gatunków gadów, 91 gatunków ptaków i 58 gatunków ssaków.

### Flora
Według stanu na 2019 rok flora rezerwatu obejmuje 419 gatunków roślin naczyniowych, w tym m.in. 320 gatunków roślin pastewnych czy 68 gatunków roślin leczniczych. Jednak według informacji z 2022 roku występuje tu 167 gatunków roślin wyższych. Większość porastających tugaj roślin przystosowała się do gwałtownych wahań poziomu wody w Amu-darii skutkujących szybkim wysychaniem gleby i wykształciła cechy kseromorficzne. Radzą sobie one również na mocno zasolonych glebach. Na obszarze rezerwatu występują endemiczne gatunki topól: topola eufracka i Populus pruinosa.